# Hasan Koyuncu
Hasan Koyuncu, né le 8 mai 1981 à Schaerbeek (Bruxelles), est un homme politique belge d'origine turque membre du Parti socialiste. Il est député au Parlement de la région de Bruxelles-Capitale, vice-président du Parlement Francophone Bruxellois et conseiller communal à Schaerbeek.

## Biographie
Hasan Koyuncu est né à Schaerbeek (Bruxelles) le 8 mai 1981.

### Carrière politique
En 2012, il adhère au PS et est élu conseiller communal à Schaerbeek en octobre 2012.
En Juin 2014, il est élu député au Parlement de la région de Bruxelles-Capitale. Il est ensuite réélu député lors des élections régionales de 2019 en réalisant le 4éme score de sa liste en ordre d'importance (juste derrière 3 ministres sortant avec 6368 voix de préférences).
C'est dans la commune de Schaerbeek, sa commune d'origine, qu'il est le plus populaire, réalisant lors des deux derniers scrutins le second meilleur score tous partis confondus (juste après celui du Bourgmestre en titre Bernard Clerfayt),.
Il est désigné par la section PS de Schaerbeek afin de mener la liste socialiste aux élections communales de 2024. Il se déclare dans la foulée candidat-bourgmestre,.
Il fait du PS la première force politique de le commune de Schaerbeek à l'issue des élections communales du 13 octobre 2024, une première depuis l'existence de la commune. Dans la foulée il réalise le meilleur score en voix de préférences, également une première pour une tête de liste socialiste aux élections communales à Schaerbeek.
En février 2024, avec l'association Friends Of Brussels, il organise une remise de prix octroyé à l'imam d’origine pakistanaise vivant à Leeuw-Saint-Pierre (Brabant flamand), Muhammad Ansar Butt. Durant l'événement se déroulant au Parlement bruxellois, le prédicateur musulman choisit, selon Idit Rosenzweig-Abu, l’ambassadrice d’Israël en Belgique et au Luxembourg, « de réciter des extraits de la sourate "Al-Ahzab", une sourate sur une bataille entre musulmans et juifs ». Selon elle, il s’agit d’« une sourate qui appelle explicitement (verset 26) à tuer et à rendre captifs les Juifs ». Les images diffusés sur les réseaux sociaux ont suscité des réactions d’indignation en Belgique et à l’étranger. Le président de l’assemblée bruxelloise, Rachid Madrane (PS) affirme qu’il le rappellerait par courrier à Hasan Koyuncu que « le Parlement doit impérativement rester neutre ». Il s'est avéré par la suite que l'imam en question n'a pas récité de passages polémiques comme affirmé par l'ambassadrice d'Israël en Belgique et au Luxembourg.
Hasan Koyuncu a par la suite précisé qu'il n'a pas autorisé cette lecture au sein de l’hémicycle et a qualifié d'intolérable ce qui s'est passé.

## Prises de position

### Séparation de l'église et de l'Etat
Hasan Koyuncu réaffirme son attachement au principe de séparation de l'Eglise  et de l'Etat lors d'un entretien sur la chaîne BX1.

### Opposition à la reconnaissance du génocide Arménien
En 2015, Hasan Koyuncu s'oppose à une minute de silence au parlement buxellois pour la commémoration des cent ans du génocide arménien, et se réjouit publiquement sur les réseaux sociaux des félicitations reçues d’un éditorialiste turc le louant (ainsi que d'autres députés d'origine turque) pour avoir « empêché que le mot génocide » soit prononcé au sein de l’assemblée bruxelloise.

### Soutien à Erdogan
Hasan Koyuncu soutient le président turc Erdogan ainsi que son parti, l'AKP. Il justifie cela par les investissements effectués par le pouvoir turc dans les hôpitaux ainsi que dans les infrastructures routières.

### Proposition de loi pour rendre le permis de conduire plus accessible
En avril 2024, il annonce son souhait de proposer une loi au parlement bruxellois pour que le permis de conduire soit accessible à ceux qui ne parlent aucune des trois langues officielles de la Belgique. Un interprète serait alors mis à disposition des personnes parlant l'une des huit langues les plus populaires à Bruxelles, parmi lesquelles le turc et l'arabe.

## Mandats politiques
- Depuis 2012 : Conseiller communal à Schaerbeek;
- Depuis 2014: Député au Parlement de la Région de Bruxelles-Capitale ;
- Depuis 2024: Sénateur au Sénat de Belgique (comme Sénateur des entités fédérées - Groupe linguistique français du Parlement de la Région de Bruxelles-Capitale) ;

## Décoration
- Chevalier de l'ordre de Léopold (2024)[17].